# كين موراي (كرة سلة)
كين موراي (بالإنجليزية: Ken Murray)‏ مواليد 20 أبريل 1928 في ويست أورنج - الوفاة 15 يونيو 2008، كان لاعب كرة سلة أمريكي. بدأ مسيرته الاحترافية في سنة 1950. تم اختياره من قبل فريق شيكاغو ستايغس خلال الدرافت. بلغ طوله 6 قدم 2 بوصة (1.9 م). اعتزل اللعب في 1955.

## المسيرة الاحترافية
لعب مع بالتيمور باليتس في موسم 1950–51 ، ثم لعب مع ديترويت بيستونز في سنة 1951، ثم لعب مع ديترويت بيستونز في موسم 1953–54 ، ثم لعب مع غولدن ستايت ووريورز في موسم 1954–1955.

## روابط خارجية
- كين موراي على موقع إن بي أي (الإنجليزية)
- كين موراي على موقع سبورتس رفرنس (الإنجليزية)
- كين موراي على موقع ريلجم (الإنجليزية)